# Yates Center
Yates Center és una població dels Estats Units a l'estat de Kansas. Segons el cens del 2000 tenia 1.599 habitants.

## Demografia
Segons el cens del 2000, Yates Center tenia 1.599 habitants, 716 habitatges, i 435 famílies. La densitat de població era de 213,6 habitants/km².
Dels 716 habitatges en un 26,3% hi vivien nens de menys de 18 anys, en un 47,3% hi vivien parelles casades, en un 10,5% dones solteres, i en un 39,2% no eren unitats familiars. En el 37,6% dels habitatges hi vivien persones soles el 23,2% de les quals corresponia a persones de 65 anys o més que vivien soles. El nombre mitjà de persones vivint en cada habitatge era de 2,17 i el nombre mitjà de persones que vivien en cada família era de 2,86.
Per edats la població es repartia de la següent manera: un 21,8% tenia menys de 18 anys, un 8,7% entre 18 i 24, un 21,3% entre 25 i 44, un 20,3% de 45 a 60 i un 28% 65 anys o més.
L'edat mediana era de 44 anys. Per cada 100 dones de 18 o més anys hi havia 79 homes.
La renda mediana per habitatge era de 23.920 $ i la renda mediana per família de 34.018 $. Els homes tenien una renda mediana de 25.250 $ mentre que les dones 17.054 $. La renda per capita de la població era de 14.180 $. Entorn del 9% de les famílies i el 12,3% de la població estaven per davall del llindar de pobresa.

## Poblacions més properes
El següent diagrama mostra les poblacions més properes.